# Les Billaux
Les Billaux è un comune francese di 1 123 abitanti situato nel dipartimento della Gironda nella regione della Nuova Aquitania.

## Società

### Evoluzione demografica
Abitanti censiti